# 세르게이 스타로스틴

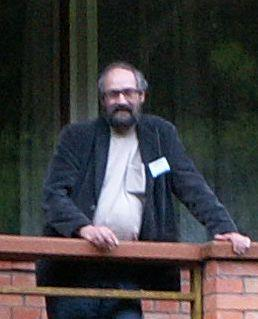

세르게이 아나톨리예비치 스타로스틴(러시아어: Серге́й Анато́льевич Ста́ростин, 영어: Sergei Starostin, 1953년 3월 24일 ~ 2005년 9월 30일)은 러시아의 역사언어학자이다.
그는 노스트라트어족을 제창한 모스크바 학파의 영향을 받은 언어학자로서, 러시아 국립 인문대학의 교수였으며 머리 겔만 등의 후원으로 산타페 연구소에서 근무하며 언어학 대형 프로젝트인 Evolution of Human Languages project(EHL)에 참여하기도 했다.
스타로스틴은 가설적인 대어족의 조어(祖語)에 대한 연구, 특히 알타이어족과 데네캅카스어족 가설에 대한 연구로 알려져 있다. 그리고 키란티 조어, 티베트버마 조어, 예니세이 조어, 북카프카스 조어, 알타이 조어를 만드는 데에 기여했다.
2005년 9월 30일 모스크바의 러시아 국립 인문대학에서 강연 직후 심장마비로 사망하였다. 그의 아들 게오르기 스타로스틴도 역사언어학자이다.